# Peter Whitfield
Peter Whitfield es un deportista británico que compitió en vela en la clase Tornado. Ganó una medalla de oro en el Campeonato Europeo de Tornado de 1974.

## Palmarés internacional
| Campeonato Europeo | Campeonato Europeo       | Campeonato Europeo | Campeonato Europeo |
| Año                | Lugar                    | Medalla            | Clase              |
| ------------------ | ------------------------ | ------------------ | ------------------ |
| 1974               | Medemblik (Países Bajos) | Medalla de oro     | Tornado            |